# Akbarpur (Kanpur Dehat)
Akbarpur è una suddivisione dell'India, classificata come nagar panchayat, di 17.368 abitanti, capoluogo del distretto di Kanpur Dehat, nello stato federato dell'Uttar Pradesh. In base al numero di abitanti la città rientra nella classe IV (da 10.000 a 19.999 persone).

## Geografia fisica
La città è situata a 26° 22' 60 N e 79° 57' 0 E e ha un'altitudine di 126 m s.l.m..

## Società

### Evoluzione demografica
Al censimento del 2001 la popolazione di Akbarpur assommava a 17.368 persone, delle quali 9.261 maschi e 8.107 femmine. I bambini di età inferiore o uguale ai sei anni assommavano a 3.041, dei quali 1.555 maschi e 1.486 femmine. Infine, coloro che erano in grado di saper almeno leggere e scrivere erano 9.868, dei quali 5.749 maschi e 4.119 femmine.